# Jacqueline Brookes
Pour les articles homonymes, voir Brookes.
Jacqueline Victoire Brookes, née le 24 juin 1930 à Montclair (New Jersey) et morte le 26 mars 2013 à New York (État de New York), est une actrice américaine.

## Biographie
Très active au théâtre durant sa carrière, Jacqueline Brookes (après un passage par l'université de l'Iowa) étudie l'art dramatique à la Royal Academy of Dramatic Art de Londres, dont elle ressort diplômée en 1953.
La même année, elle débute Off-Broadway dans Othello de William Shakespeare (1953-1954, avec Earle Hyman dans le rôle-titre). Là, suivent notamment Six personnages en quête d'auteur de Luigi Pirandello (1963-1964, avec Richard A. Dysart et David Margulies) — pièce lui permettant de gagner un Obie Award de la meilleure actrice —, Les Perses d'Eschyle (1970, avec Raul Julia), ou encore Hamlet (1979) et Richard II (1982), deux pièces de William Shakespeare avec William Hurt dans les rôles-titres. Ses trois dernières pièces Off-Broadway sont Counting the Ways (1993), Listening (1993) et Box (1994) d'Edward Albee.
Toujours sur les planches new-yorkaises, elle joue aussi à Broadway (New York), pour la première fois dans La guerre de Troie n'aura pas lieu de Jean Giraudoux (1955-1956, avec Michael Redgrave et Diane Cilento) qui lui vaut un Theatre World Award. Suivent sept autres pièces à Broadway, la dernière étant La Cerisaie d'Anton Tchekhov (1977, avec Raul Julia et Meryl Streep).
Au cinéma, elle contribue à seize films américains (ou en coproduction), depuis L'Hôpital d'Arthur Hiller (1971, avec George C. Scott et Diana Rigg) jusqu'à Losing Isaiah : Les Chemins de l'amour de Stephen Gyllenhaal (1995, avec Jessica Lange et Halle Berry). Entretemps, citons Le Flambeur de Karel Reisz (1974, avec James Caan et Paul Sorvino), L'Emprise de Sidney J. Furie (1982, avec Barbara Hershey et Ron Silver), Mélodie pour un meurtre d'Harold Becker (1989, avec Al Pacino et Ellen Barkin), ainsi que Le Bon Fils de Joseph Ruben (son avant-dernier film, 1993, avec Macaulay Culkin et Elijah Wood).
À la télévision américaine enfin, Jacqueline Brookes apparaît dans dix-neuf séries (la première en 1954), dont Deux flics à Miami (un épisode, 1984), le feuilleton La Force du destin (son avant-dernière série, dix épisodes, 1991) et Star Trek : La Nouvelle Génération (sa dernière série, un épisode, 1992).
S'ajoutent douze téléfilms diffusés entre 1975 et 1988, dont L'Amour brisé de Jud Taylor (1984, avec James Farentino et Don Murray).
Elle meurt à New York en 2013, à 82 ans.

## Théâtre

### Off-Broadway
- 1953-1954 : Othello de William Shakespeare : Emilia
- 1956-1957 : Le Misanthrope (The Misanthrope) de Molière, adaptation de Richard Wilbur : Célimène
- 1957 : La Duchesse d'Amalfi (The Duchess of Malfi) de John Webster (+ Broadway) : Giovanna, duchesse d'Amalfi
- 1957 : Mesure pour mesure (Measure for Measure) de William Shakespeare, musique de scène de Virgil Thomson, mise en scène de John Houseman et Jack Landau (en) (+ Broadway) : Julietta
- 1963-1964 : Six personnages en quête d'auteur (Six Characters in Search of an Author) de Luigi Pirandello, adaptation de Paul Avila Mayer : la belle-fille
- 1965-1966 : An Evening's Frost de Donald Hall : rôle non spécifié
- 1966 : Come Slowly, Eden de Norman Rosten : la sœur cadette d'Emily
- 1969 : Tokyo Bar (In the Bar of a Tokyo Hotel) de Tennessee Williams : Miriam (doublure)
- 1969 : Plus moyen de se concentrer ! (The Increased Difficulty of Concentration) de Václav Havel, adaptation de Vera Blackwell : Renata
- 1970 : Les Perses (The Persians) d'Eschyle, adaptation de John Lewin : la reine Atossa
- 1970 : Sunday Dinner de Joyce Carol Oates : Estella
- 1973 : Owners de Caryl Churchill : rôle non spécifié
- 1978 : L'Enfant enfoui (en) (Buried Child) de Sam Shepard : Halie
- 1979 : The Winter Dancers de David Lan : Betsy Hunt
- 1979 : Hamlet de William Shakespeare : Gertrude (remplacement)
- 1980 : The Diviners de Jim Leonard Jr. : Norma Henshaw
- 1982 : Richard II de William Shakespeare : la duchesse d'York
- 1983 : Vieux Carré (titre original) de Tennessee Williams : rôle non spécifié
- 1983-1984 : Full Hookup de Conrad Bishop et Elizabeth Fuller : Rosie
- 1993 : Counting the Ways et Listening de (et mise en scène par) Edward Albee : la femme
- 1994 : Box de (et mise en scène par) Edward Albee : la voix

### Broadway
- 1955-1956 : La guerre de Troie n'aura pas lieu (Tiger at the Gates) de Jean Giraudoux, adaptation de Christopher Fry, musique de scène de Lennox Berkeley : une dame d'honneur
- 1967-1968 : More Stately Mansions (en) d'Eugene O'Neill, mise en scène de José Quintero : Sara / Deborah (doublure)
- 1970 : Watercolor & Criss-Crossing de Philip Magdalany : Diane
- 1971 : Abélard et Héloïse (Abelard and Heloise) de Ronald Millar : l'abbesse d'Argenteuil
- 1973-1974 : Une lune pour les déshérités (A Moon for the Misbegotten) d'Eugene O'Neill, mise en scène de José Quintero : Josie Hogan (doublure)
- 1977 : La Cerisaie (The Cherry Orchard) d'Anton Tchekhov, adaptation de Jean-Claude van Itallie : Lioubov Andréïevna Ranevskaïa

## Filmographie partielle

### Cinéma
- 1971 : L'Hôpital (The Hospital) d'Arthur Hiller : Dr Immelman
- 1973 : Le Loup-garou de Washington (The Werewolf of Washington) de Milton Moses Ginsberg (en) : l'éditrice Angela
- 1974 : Le Flambeur (The Gambler) de Karel Reisz : Naomi Freed
- 1979 : Meurtres en cascade (Last Embrace) de Jonathan Demme : Dr Coopersmith
- 1981 : Le Fantôme de Milburn (Ghost Story) de John Irvin : Milly
- 1982 : Les Armes du pouvoir (Love & Money) de James Toback : Mme Paultz
- 1982 : L'Emprise (The Entity) de Sidney J. Furie : Dr Cooley
- 1983 : Avis de recherche (Without a Trace) de Stanley R. Jaffe
- 1989 : Mélodie pour un meurtre (Sea of Love) d'Harold Becker : la mère d'Helen
- 1991 : Y a-t-il un flic pour sauver le président ? (The Naked Gun 2½: The Smell of Fear) de David Zucker : la commissaire Brumford
- 1992 : Intimes Confessions (Whispers in the Dark) de Christopher Crowe : Lorraine McDowell
- 1993 : Le Bon Fils (The Good Son) de Joseph Ruben : Alice Davenport
- 1995 : Losing Isaiah : Les Chemins de l'amour (Losing Isaiah) de Stephen Gyllenhaal : la juge Silbowitz

### Télévision

#### Séries télévisées
- 1969-1973 : As the World Turns, feuilleton, épisodes non spécifiés : Mlle Thompson
- 1975-1976 : Another World, feuilleton, 6 épisodes : Beatrice Gordon
- 1982 : Lou Grant, saison 5, épisode 10 Ghosts de Roger Young : Dr Lucille Haas
- 1982 : Ryan's Hope, feuilleton, 4 épisodes : Sœur Mary Joel
- 1984 : Deux Flics à Miami (Miami Vice), saison 1, épisode 11 Si peu qu'on prenne (Give a Little, Take a Little) de Bobby Roth : la juge Cohen
- 1987-1989 : Equalizer (The Equalizer)
  - Saison 3, épisode 11 Le Visiteur de Noël (Christmas Presence, 1987) de Michael O'Herlihy : Phyllis Robertson
  - Saison 4, épisode 13 Une vallée de larmes (Lullaby of Darkness, 1989) de David Jackson : Dr Grayson
- 1991 : La Force du destin (All My Children), feuilleton, 10 épisodes : la juge Irene Singer
- 1992 : Star Trek : La Nouvelle Génération (Star Trek: The Next Generation), saison 5, épisode 19 Le Premier Devoir (The First Duty) de Paul Lynch : l'amirale Brand

#### Téléfilms
- 1978 : L'Affaire Peter Reilly (en) (A Death in Canaan) de Tony Richardson : Mildred Carston
- 1980 : Hardhat and Legs de Lee Philips : Stella Botsford
- 1980 : Au nom de l'amour (en) (Act of Love) de Jud Taylor : Eugenia Cybulkowski
- 1980 : Rodeo Girl de Jackie Cooper : Charlene
- 1981 : Word of Honor (en) de Mel Damski : Spinner
- 1983 : An Invasion of Privacy de Mel Damski : Charlotte Beach
- 1984 : L'Amour brisé (Licence to Kill) de Jud Taylor : la juge Miriam Roth
- 1988 : Assurance sur la mort (Unholy Matrimony) de Jerrold Freedman : Doris

## Récompenses
- 1955 : Theatre World Award pour La guerre de Troie n'aura pas lieu ;
- 1963 : Obie Award de la meilleure actrice pour Six personnages en quête d'auteur.